# Gemaga
A Gemaga (ゲーマガ) videójátékokkal foglalkozó japán havilap volt, melyet a SB Creative jelentetett meg, 1984 és 2012 között.

## Története

### Beep
A magazin első lapszámát 1984 decemberében, Beep címen jelentette meg a SoftBank. A Beep volt az első japán nyelvű, videójátékokkal foglalkozó magazin, melynek sonosheet melléklete volt. Az első lapszám előtt, 1984 júliusában egy kísérleti lapszámot is megjelentettek.
A Beep riválisai az ASCII 1982 májusában alapított Login és a Kadokawa Shoten 1983 decemberében alapított Comptiq című lapjai voltak. Ezek elsősorban számítógépes játékokkal foglalkoztak, a konzoljátékok csak egy kis szeletet tettek ki a tartalmukból. A SoftBank a Beeppel ezt a piaci rést kiaknázva már a legelső lapszámától kezdve jelentős hangsúlyt fektetett a konzoljátékokra.
1985-ben a Tokuma Shoten megalapította a Family Computer Magazine-t, ami már kizárólag Famicom-játékokkal foglalkozott. Ekkoriban a Beep számos rendszer játékai között a Famicom-szoftverekről is beszámolt.
A következő években a magazin főszerkesztője kijelentette, hogy a Beep nem tudja felvenni a versenyt a hatalmas kiadóvállalatok által üzemeltetett magazinokkal szemben, így az újság középpontjába az 1985 októberében megjelent Sega Mark III konzolt állította. Az ötlete sikeresnek bizonyult, a magazin először tudott állandó példányszámot tartani.

### Beep! Mega Drive
Az 1989 májusi lapszám után a Beep váratlanul megszűnt. A magazin május 8-án megjelent júniusi lapszáma Beep! Mega Drive címmel jelent meg, és kizárólag a Sega 1988 októberében megjelent Mega Drive konzoljával foglalkozott. Az új magazin kezdetben negyedévente, majd kéthavonta, végül az 1990 májusi lapszámtól kezdve havonta jelent meg. A Beep! Mega Drive legfőbb riválisa a Tokuma Shoten Mega Drive Fan című lapja volt. A magazinból ered a bakage (hülye játék) kifejezés.

### Sega Saturn Magazine
A Sega Saturn 1994. november 22-i megjelenésével párhuzamosan a magazinnak Sega Saturn Magazine címen megjelent egy különszáma, majd 1995. január 7-i lapszámtól fel is vette ezt a nevet. A konzol sikerének hála a magazin is jól teljesített, a Virtua Fighter 2 megjelenésére már havonta kétszer jelent meg a magazin. 1996-ban a kizárólag PlayStation-játékokkal foglalkozó The PlayStation a magazin testvérlapja lett.

### Dreamcast Magazine
A Dreamcast megjelenése előtt, az 1998. november 6-ai lapszámtól kezdve a magazin Dreamcast Magazine címen jelent meg.

### Dorimaga
2001. május 11-én a Dreamcast és a Magazine szavak összerántásával Dorimaga lett a magazin neve. 2001 októberében a magazinban már nem csak Dreamcastra, hanem más konzolokra is megjelent játékokkal is foglalkozni kezdtek. 2004. július 30-án a havi kétszeri megjelenésről átálltak a havi egyszerire.

### Gemaga
2006. május 30-án a magazin nevét Gemagára váltották. A magazin bisódzso játékokról is beszámolt, kezdetben egy 32 oldalas különálló füzetecskében.
A magazin utolsó lapszáma 2012. március 30-án jelent meg.